# International Cities of Refuge Network
Das International Cities of Refuge Network (ICORN, deutsch Internationales Netzwerk Städte der Zuflucht) ist eine unabhängige Organisation, in der über 60 Städte und Regionen aus aller Welt zusammengeschlossen sind. Es hat sich zum Ziel gesetzt, verfolgten Schriftstellern und Künstlern Zuflucht zu gewähren und so die Meinungsfreiheit und demokratische Werte zu verteidigen sowie internationale Solidarität zu fördern.

## Tätigkeit
ICORN nimmt Hilfegesuche von Kulturschaffenden entgegen, die als direkte Folge dieser Tätigkeit in Gefahr sind. Es prüft die Gesuche und stellt im Fall der Anerkennung anschließend Kontakt zu Mitgliedsstädten her, die dann dem Hilfesuchenden längerfristige, wenn auch zeitlich begrenzte Aufenthaltsmöglichkeiten anbieten. Seit 2006 haben nach Angaben von ICORN mehr als 170 Autoren und Künstler Zuflucht in einer ICORN-Mitgliedsstadt gefunden.

## Geschichte
1993 gründete das Internationale Schriftstellerparlament (IPW) unter der Präsidentschaft Salman Rushdies das Programm Städte der Zuflucht (Cities of Asylum Network, INCA) mit Sitz in Brüssel als Reaktion auf die Ermordung von Schriftstellern im algerischen Bürgerkrieg. Vorsitzende des Netzwerks waren neben Rushdie selbst Wole Soyinka and Václav Havel; zu den Aufsichtsratsmitgliedern gehörten J. M. Coetzee, Jacques Derrida, Margaret Drabble und Harold Pinter. Das erste Mitglied war die Stadt Barcelona; bis 1998 gab es etwa 30 Zufluchtstädte.
Nachdem sich das IPW im Jahr 2005 aufgelöst hatte, wurde 2006 auf den Überresten von INCA in Stavanger das ICORN-Sekretariat gegründet. Seit 2010 ist ICORN eine unabhängige Mitgliedsorganisation. 2014 beschloss die ICORN-Vollversammlung, die bis dahin auf Autoren begrenzte Hilfstätigkeit auf Künstler zu erweitern.

## Organisationsstruktur und Gremien
Seit 2010 ist ICORN eine unabhängige Mitgliedsorganisation nach norwegischem Recht. Die Mitgliedschaft kann beantragt werden von rechtsfähigen Städten, Regionen oder anderen „relevanten Körperschaften“; über den Aufnahmeantrag entscheidet der Verwaltungsrat (Board). Mitglieder schließen mit ICORN eine Mitgliedsvereinbarung ab, in der sie sich zu bestimmten Leistungen verpflichten, darunter das Entrichten eines Mitgliedsbeitrags und die finanziellen Aufwendungen für die beherbergten Autoren oder Künstler.
Alle zwei Jahre tritt die ICORN-Generalversammlung zusammen, in die jedes Mitglied einen Vertreter entsendet. Jede Mitgliedskörperschaft, die ihren Jahresbeitrag entrichtet hat, verfügt über eine Stimme in der Versammlung. Die Generalversammlung entscheidet über die Annahme des ihr vom Verwaltungsrat vorgelegten Zweijahresberichts, über das Budget, die Mitgliedsbeiträge, eventuelle Statutenänderungen, den Strategieplan sowie von ihr zu bestimmende allfällige andere Punkte. Sie wählt zudem die Mitglieder des Verwaltungsrats, dessen Vorsitzenden und seinen Stellvertreter.
Der fünf- bis siebenköpfige Verwaltungsrat (Board) ist das Leitungsgremium von ICORN. Er tritt mindestens zweimal jährlich zusammen und besteht aus Vertretern der Mitgliedsstädte. Sie werden für ihre Tätigkeit im Board nicht entlohnt. Ihr Mandat dauert vier Jahre und kann durch Wiederwahl verlängert werden.
Das Verwaltungszentrum (Administration Centre, auch Secretariat) in Stavanger führt die Alltagsgeschäfte. Insbesondere empfängt und bearbeitet es Hilfegesuche von Autoren und Künstlern, prüft diese auf tatsächliche Gefährdung des Antragstellers, stellt den Kontakt zwischen Antragsteller und möglichen Zufluchtstädten her und berät beide Seiten während des gesamten Vorgangs. Bei der Prüfung der Anträge arbeitet es eng mit dem Writers-in-prison-Komitee von PEN International zusammen. Zudem unterstützt es die Zusammenarbeit zwischen Mitgliedsstädten und bemüht sich um die Akquisition neuer Mitglieder.

## Finanzierung
ICORN ist eine Non-Profit-Organisation und wird finanziert von Stiftungen und aus staatlichen Fördermitteln, durch Mitgliedsbeiträge sowie private Spenden. Die Mitgliedsstädte finanzieren ihre Aktivitäten, insbesondere die Unterbringung der Gastautoren, dezentral selbst. Im Jahr 2013 kamen die wichtigsten Einnahmen von der schwedischen Regierungsbehörde Sida (26 %) und dem norwegischen Außenministerium (16 %). Die Mitgliedsbeiträge trugen mit 11 % zum Budget bei.

## Mitglieder
Ende 2010 waren etwa 30 Städte und sonstige Körperschaften bei ICORN Mitglied, 2018 waren es 68. Die überwiegende Mehrheit der Mitgliedsstädte befindet sich in Europa mit Schwerpunkt Skandinavien; 2018 befanden sich etwa zwei Drittel der Mitgliedsstädte in Norwegen, Schweden, Dänemark und Island. In Norwegen erhalten Autoren, die von ICORN als bedroht anerkannt und von einer norwegischen Stadt als Gastautor eingeladen worden sind, politisches Asyl.
In Deutschland gehören Frankfurt am Main und Hannover dem ICORN an. Die Stadt Frankfurt hatte auf Anregung ihres damaligen Kulturdezernenten Daniel Cohn-Bendit bereits seit 1997 an dem Vorgängerprogramm INCA teilgenommen. Auch Hannover war INCA-Teilnehmer gewesen (seit 2000) und hatte zur finanziellen Versorgung der in diesem Rahmen aufgenommenen Autoren das Hannah-Arendt-Stipendium eingerichtet, das seit 2006 auch den über ICORN beherbergten Verfolgten gewährt wird. Es wird aus Mitteln der Stadt sowie aus privaten Spenden finanziert.
In der Schweiz sind seit 2015 die Stadt Luzern und das Deutschschweizer PEN-Zentrum Mitglied bei ICORN. Die Stadt Bern ist auf Anfang 2019 beigetreten. Weitere Mitgliedsstädte in Europa sind unter anderem Amsterdam, Barcelona, Brüssel, Krakau, Ljubljana, Norwich, Rotterdam. Die toskanische Stadt Chiusi ist ebenso Mitglied wie die Region Toskana. Seit Anfang 2011 ist Paris Mitglied; im Jahr 2016 organisierte die Stadtregierung Paris eine Reihe von Veranstaltungen zur Feier des zehnjährigen Bestehens von ICORN, darunter eine Porträtausstellung, Konzerte, Lesungen und Diskussionsveranstaltungen.
Außerhalb Europas gibt es im Wesentlichen in Nordamerika Mitglieder, und zwar Ithaca (New York), Mexiko-Stadt, Oaxaca de Juarez, Pittsburgh und Surrey (British Columbia). Seit 2017 ist auch das brasilianische Belo Horizonte ICORN-Mitgliedstadt.

## Von ICORN unterstützte Autoren
Nach eigenen Angaben von ICORN haben seit Gründung 170 Autoren und Künstler durch die Organisation Unterstützung erfahren und Zuflucht erhalten.
Die belarussische spätere Literaturnobelpreisträgerin Swetlana Alexijewitsch war von 2006 bis 2008 ICORN-Gastautorin in Göteborg. Im Rahmen der Feiern zum zehnjährigen Bestehen von ICORN gab sie der französischen Zeitschrift Courrier international 2016 ein Interview.
Auf Initiative von ICORN wurde der somalischstämmigen niederländischen Publizistin Ayaan Hirsi Ali nach ihrer erzwungenen zeitweiligen Rückkehr 2007 aus den USA in die Niederlande vom dänischen Kulturminister Brian Mikkelsen angeboten, nach Dänemark zu ziehen. Die Stadt Århus bot sich daraufhin als Aufenthaltsort an. Hirsi Ali lehnte das Angebot ab, weil sie ihre Zukunft in den USA sah.
Der iranische Comiczeichner und Illustrator Mana Neyestani gelangte 2011 als ICORN-Gastautor nach Paris, wo er seitdem lebt.
Der 2015 verstorbene simbabwische Schriftsteller Chenjerai Hove verbrachte die letzten Jahre seines Lebens als ICORN-Gastautor in Stavanger.
Der ägyptische Musiker Ramy Essam, der durch seine Auftritte auf dem Tahrir-Platz in Kairo während der Revolution in Ägypten 2011 bekannt wurde, lebt seit 2014 durch Vermittlung von ICORN und Artists At Risk in Schweden und Finnland.
Die türkische Dichterin Aslı Erdoğan verbrachte 2015 einen Aufenthalt als ICORN-Gastautorin in Krakau.
In Frankfurt fanden über ICORN die russische Lyrikerin Anschelina Polonskaja, der kubanische Schriftsteller Carlos A. Aguilera sowie die iranische Literatin Pegah Ahmadi und ihr Landsmann Mohammad Baharlo Zuflucht.
In Hannover trat im November 2015 als bis dahin achter Hannah-Arendt-Stipendiat der syrische Schriftsteller Abdul Moula einen für zwei Jahre geplanten Aufenthalt als ICORN-Gastautor an. Vorangegangene Stipendiaten waren Ales Rasanau (Belarus), Carlos Valerino (Kuba), Marwan Othman (Syrien), Muhammad Sultan (Irak), Carlos A. Aguilera (Kuba) und Christopher Mlalazi (Simbabwe).
In das von der Stadt Luzern für ICORN-Gastautoren zur Verfügung gestellte ehemalige Atelier des 2004 ums Leben gekommenen Schriftstellers Otto Marchi zog als erster Gast 2015 der eritreische Menschenrechtsanwalt Daniel Mekonnen ein.
Im Jahr 2015 erreichten ICORN nach Angaben des damaligen Verwaltungsratsvorsitzenden Peter Ripken zahlreiche Hilfeanträge von Bloggern aus Bangladesch sowie von Journalisten aus Eritrea und Äthiopien und Publizisten aus Syrien, dem Irak, dem Iran und Afghanistan. Der bengalische Blogger Ananta Bijoy Das wurde 2015 in seinem Heimatland ermordet, noch bevor er einen bereits von ICORN vermittelten Aufenthalt im Ausland antreten konnte.